# Господар прстенова: Повратак краља
Господар прстенова: Повратак краља (енгл. The Lord of the Rings: The Return of the King) је трећи део фантастичне филмске трилогије редитеља Питера Џексона из 2003. године, а заснован на трећем делу Џ. Р. Р. Толкиновог Господара прстенова. У главним улогама су: Елајџа Вуд, Ијан Макелен, Лив Тајлер, Виго Мортенсен, Шон Астин, Кејт Бланчет, Џон Рис-Дејвис, Бернард Хил, Били Бојд, Доминик Монахан, Орландо Блум, Хјуго Вивинг, Миранда Ото, Дејвид Венам, Карл Ербан, Џон Нобл, Енди Серкис, Ијан Холм и Шон Бин. Филму претходе Господар прстенова: Дружина прстена (2001) и Господар прстенова: Две куле (2002).
Настављајући се на радњу филма Две куле, Фродо, Сем и Голум приводе крају свој пут до Планине усуда у земљи Мордор како би уништили Јединствени прстен, али нису свесни Голумових стварних намера, док Гандалф, Арагорн, Леголас, Гимли и остали удружују снаге против Саурона и његових легија, у Минас Тириту.
Повратак краља је финансирао и дистрибуирао амерички студио New Line Cinema, али је у потпуности снимљен и монтиран у Џексоновом родном Новом Зеланду, као и претходна два дела трилогије. Премијерно је приказан 1. децембра 2003. године у Велингтону, у америчке биоскопе је пуштен 17. децембра, а у новозеландске биоскопе 18. децембра исте године. Филм је добио позитивне критике и од критичара и од обожаваоца. Зарадио је 1,1 милијарди долара широм света, што га је учинило најуспешнијим филмом из 2003. године, а у време изласка био је други филм са највећом зарадом икада. 
Повратак краља се сматра једним од најбољих и најутицајнијих фантастичних филмова свих времена. Филм је добио бројне награде; на 76. додели Оскара, освојио је свих једанаест награда за које је био номинован: најбољи филм, најбољи режисер, најбољи адаптирани сценарио, најбоља сценографија, најбоља костимографија, најбоља монтажа, најбоља шминка, најбоља оригинална музика, најбоља оригинална песма, најбољи микс звука и најбољи визуелни ефекти. Са освојених једанаест Оскара изједначио се са филмовима Титаник и Бен Хур. Освојио је и четири Златна глобуса, мада су неки критичари приговарали да борбу добра и зла представља исувише поједностављено. Једна од тема приче је злоупотреба моћи и раст ирационалне, слепе мржње у појединцу (симболично представљене у прстену).

## Радња
Два хобита, Смеагол и Деагол су били на пецању, када је Деагол пронашао Јединствени Прстен. Смеагола је опчинио Прстен, па је убио Деагола због њега. Он се повлачи у Маглене планине, док Прстен унакажава његово тело и ум, док он не постане створење познато као Голум. 
Вековима касније, током Рата за Прстен, Гандалф води Арагорна, Леголаса, Гимлија и краља Теодена у Изенгард, где се они поново сусрећу са Веселим и Пипином. Гандалф преузима палантир побеђеног Сарумана. Пипин касније погледа у тај свевидећи камен, када га телепатски напада Саурон. Из описа Пипинових визија, Гандалф претпоставља да ће Саурон напасти Минас Тирит, главни град земље Гондор. Он јаше тамо да упозори домостојитеља Гондора, Денетора и одводи Пипина са собом.
Голум одводи Фрода Багинса и Сема Гемџија до Минас Моргула, где они гледају како Вештац-краљ, вођа девет Назгула, предводи своју војску оркова према Гондору. Хобити почињу да се пењу уз степенице, које су урезане у стени и које ће их одвести до Мордора „тајним путем,” несвесни тога да Голум планира да их убије и узме им Прстен. Вештац-краљ и његова војска напада и осваја Озгилијат, форсирајући Фарамира и његове армије на повлачење према Минас Тириту.
Голум баца хобитску храну и окривљује Сема. Верујући да Сем жуди за Прстеном, Фродо му говори да оде кући, пре него што он и Голум настављају пут тунелом који води до Мордора. Голум навлачи Фрода да уђе у јазбину огромног паука, Шелобе. Фродо једва успева да побегне и суочава се са Голумом, говорећи му да мора да уништи Прстен, због добробити обојице. Голум напада Фрода, али пада у провалију. Фродо наставља свој пут, али Шелоба га проналази, парализује и уплеће га у мрежу. Међутим, Сем се враћа и рањава Шелобу, која се бежи одатле. Сем се скрива кад се Орци појаве и односе Фрода са собом. Орци се сукобљавају око Фродовог огртача од митрила, што дозвољава Сему да побегне са Фродом и они настављају свој пут.
Арагорн сазнаје од Елронда да Аруенина снага бледи, зато што је она одлучила да остане у Средњој земљи, поново се сусретне са Арагорном, заснује породицу и добровољно постане смртна, након што је имала визију њеног сина са Арагорном. Аруена убеђује невољног Елронда да прихвати њен избор останка у Средњој земљи и да наоружа Арагорна са Андурилом, мачем кога су поново саставили ковачи у Ривендалу, на Елрондову наредбу од крхотина Исилдуровог мача, како би он повратио своје право стечено рођењем, док он набавља појачање у виду војске мртвих. Прикључују му се Леголас и Гимли и њих тројица одлазе до Стаза мртвих и убеђују војску мртвих да им се придруже, уз заклетву да ће их ослободити од клетве коју је Исилдур бацио на њих.
Фарамир је смртно рањен након узалудног покушаја да поново преузме Озгилијат; верујући да је његов син мртав, Денетор пада у лудило. Гандалф је остављен да одбрани град против војске оркова, које предводи Готмог. Док Готмогова војска успева да пронађе улаз у град, Денетор покушава да убије себе и Фарамира на ломачи. Пипин обавештава Гандалфа о овоме и они успевају да спасу Фарамира, али запаљени Денетор пада у смрт са врха Минас Тирита, баш пре него што Јомер стигне са Рохиримима. Током ове битке, њих опкољава војска људи из Харада који јашу створења Олифанте, док Вештац-краљ смртно рањава Теодена. Иако Теоденова нећака Јовајна уништава Вешца-краља уз помоћ Веселог, Теоден подлеже својим ранама. Арагорн се прикључује бици са војском мртвих, који надјачавају Сауронове снаге и побеђују. Арагорн их онда ослобађа од клетве.
Арагорн одлучује да поведе војску до Црне капије као мамац, како би Фродо и Сем успели да дођу до Планине усуда. Арагорнова војска навлачи на себе преостале Сауронове снаге и испражњава Мордор, што дозвољава Фроду и Сему да дођу до вулкана, али Голум их напада баш када они дођу до Планине усуда. Док стоји на литици изнад вулканске ватре, Фродо подлеже моћи Прстена и говори да је његов, стављајући га на свој прст. Иако је Фродо постао невидљив, Голум успева да га пронађе, напада га и одгриза му прст како би повратио Прстен. Фродо се сукобљава са њим и док се они боре око Прстена, обојица падају са литице. Голум упада у ватру са Прстеном и умире. Фродо се придржава за ивицу литице, а Сем га спасава док Прстен распада у лави. Док Фродо и Сем беже, Саурон је уништен заједно са својим снагама и Назгулима, док се Мордор распада.
Гандалф долеће са орловима да спасе хобите, који се буде у Минас Тириту и сусрећу се са остатком Дружине. Арагорн је крунисан за краља Гондора и узима Аруену за своју краљицу. Хобити се враћају кући у Округ, где се Сем жени са Рози Памуклијом. Неколико година касније Фродо напушта Средњу земљу и одлази у Бесмртне земље са својим ујаком Билбом, Гандалфом и виловњацима. Он оставља Сему Црвену књигу Запада Марка, која описује њихове авантуре. Сем се враћа у Округ, где га чекају Рози и њихова деца.

## Улоге
| Улога            | Глумац          |
| ---------------- | --------------- |
| Фродо Багинс     | Елајџа Вуд      |
| Гандалф          | Ијан Макелен    |
| Арагорн          | Виго Мортенсен  |
| Сем Гемџи        | Шон Астин       |
| Галадријела      | Кејт Бланчет    |
| Аруена           | Лив Тајлер      |
| Леголас          | Орландо Блум    |
| Гимли            | Џон Рис-Дејвис  |
| Весели Брендибак | Доминик Монахан‎ |
| Пипин            | Били Бојд       |
| Голум            | Енди Серкис     |
| Теоден           | Бернард Хил     |
| Јовајна          | Миранда Ото     |
| Јомер            | Карл Ербан      |
| Билбо Багинс     | Ијан Холм       |
| Елронд           | Хјуго Вивинг    |
| Келеборн         | Мартон Чокаш‎    |
| Гамлинг          | Брус Хопкинс    |
| Денетор          | Џон Нобл        |
| Росита Кото      | Сара Маклауд    |
| Исилдур          | Хари Синклер    |
| Фарамир          | Дејвид Венам‎    |
| Краљ мртвих      | Пол Норел       |
| Горбаг           | Стивен Јур      |
| Дигол            | Томас Робинс    |
| Боромир          | Шон Бин         |

## Критике
Критичари су већином хвалили последњи део филмске трилогије „Господара прстенова“. Тако је Филип Вунтич у својој рецензији написао: „Редитељ и сценариста доводе јединство у донекле неуравнотежену причу и воде сцене спектакла са педантним и кохерентним стилом“, а Џејмс Верниер: „Ово је Џексоново највеће остварење: његова ненамештена способност да искористи сваки стари и нови кинематографијски трик у књизи да преведе Толкинове речи у други свет, свет слика“.
Фил Виљареал је закључио: „Овај филм ће неоспорно трајати деценијама као један од најамбициознијих и најневероватнијих успеха целулоидних пројеката икада снимљених“.  С друге стране, незадовољни Стивен Вити је написао: „Као и други прилози саге, и „Повратак краља“ је део доброг филма, али је само просечан као филм за себе, пун чудних пауза и понављања“.  Дин Шоша је у Националу закључио: „Попут и претходна два филма „Господара прстенова“, и „Повратак краља“ је бравурозно режирани пустоловни спектакл, али којем ипак нешто недостаје да би се могао прогласити пунокрвним фантастичним епом, попут „Конана“ Џона Милијуса или „Екскалибура“ Џона Бурмана. Можда због недостатка жестине, којој је своједобно Милијус приговарао и у „Ратовима звезда“ изјавивши да би волео да неки џедај убије недужно дете и створи праву драму, или због ликова, макар је однос Фрода и Сема довољно интензиван“.

## Награде
- 4 освојена Златна глобуса (најбољи филм, режија, сценарио, музика)
- 11 освојених Оскара (најбољи филм, режија, сценарио, сценографија, костими, монтажа, шминка, музика, песма, звук, специјални ефекти)
- 4 освојене БАФТА-е (најбољи филм, сценарио, фотографија, специјални ефекти) и 7 номинација (најбоља режија, костими, монтажа, шминка, звук, музика, споредни глумац)

## Разлике у односу на књигу
- Догађај у Шелобиној пећини одвија се у књизи „Две куле“ док се у филму појављује на почетку трећег дела.
- Сцена у којој Пипин погледа у Палантир се такође одвија у другом делу серијала.
- У књизи Денетор је много трагичнији лик. Овде само тугује за Боромиром док у књизи потпуно полуди.
- Елронд искује тек у овом филму мач Андурил Арагорну док га у књизи искује кад дружина креће из Ривендала.
- Генерали су избачени те је потпуно заповедништво над војском поверено Гандалфу.
- У књизи читаоци не знају да се Јовајна прерушила у ратника док су у филму гледаоци тога свесни.
- У филму (мада је то једна од избрисаних сцена) Сарумана убије Црвјезик на врху Ортанка. У књизи се, међутим, Саруман сакрио у Округ и тамо завео своју власт и довео друге људе. По повратку Фрода, Сема, Веселог и Пипина Хобити се организују у борбу и убијају Саруманове људе. Тада Црвјезик убија Сарумана, а њега самог убијају Хобити (у филму га је убио Леголас).
- Такође, духови у књизи помажу Арагорну, Леголасу и Гимлију само да победе пирате, а у филму одигравају кључну улогу у спасавању Минас Тирита.
- У бици код Црне капије (у књизи) се борио само Пипин јер је Весели био рањен, а у филму се боре обојица.
- У филму је приказано како Фродо тера Сема да се врати кући након што се овај понудио да носи Прстен. Ово се не дешава у књизи и њих двојица остају заједно све док Фрода Орци не одведу у кулу.
- У књизи Голум пада у лаву на планини Усуда јер се махнито радовао присвајању Прстена и није гледао где стаје, а у филму се рвао са Фродом па су обојица пали. Због тога је сцена у којој се Фродо држи за ивицу литице док му Сем помаже да се попне измишљена.
- У књизи је наглашено да Саурон није умро, већ је само изгубио сву моћ и постао слабији од сенке, а у филму изгледа као да умире.